# 日本の道路年表
日本の道路年表（にほんのどうろねんぴょう）とは、道路に関する法令・制度、道路の開通、および道路に関する事象の年表である。

## 主要年表

### 江戸時代以前
- 飛鳥時代～奈良時代 : 七道駅路の整備。（参照:日本の古代道路）
- 鎌倉時代 : 関東で鎌倉街道の整備。
- 1601年（慶長6年） : 徳川家康が五街道の整備に着手し、東海道で宿駅制度を開始する[1]。
- 1604年（慶長9年）: 徳川秀忠が江戸の日本橋を五街道の起点と定める[2]。
- 1605年（慶長10年）: 徳川秀忠が五街道の道路規格を定める。これにより五街道の標準幅員は5間（約9m）となり、一里塚と並木の整備が進められる[3]。

### 戦前
- 1870年代 : 明治維新とともに物資輸送の需要が高まり、馬車輸送のために各地主要道の拡幅や簡易舗装技術（マカダム道路）が導入される。
- 1872年（明治5年） : 明治政府によって宿駅制度が廃止される[4]。
- 1919年（大正8年） : 旧道路法が制定される。
- 1920年（大正9年） : 初めて横断歩道が現れる。
- 1924年（大正13年） : 釜トンネルが開通し、上高地への重要な連絡路となる。現在の位置まで車での通行が可能になったのは、1935年のこと。
- 1930年（昭和5年）
  - 日本で初めて、電気を使用した信号機が現れる。（東京・日比谷交差点）
  - 国道1号線宇津ノ谷隧道（通称「昭和第一トンネル」）が開通。
- 1937年（昭和12年）: 旧国道22号線木曽川橋開通。
- 1938年（昭和13年）: 安房峠が開通。

### 1950年代
高度経済成長前は、自動車の台数はごくわずかな時代。都市部以外では、国道の整備もほとんど進んでいなかった。
- 1952年（昭和27年）: 現行の道路法および有料道路制度の根拠である道路整備特別措置法が制定される。
- 1953年（昭和28年）: 日本初の有料道路である参宮有料道路が開通。
- 1954年（昭和29年）: 第1次道路整備5ヵ年計画が閣議決定された。
- 1955年（昭和30年）
  - 軽自動車の規格改定。
    - 4サイクル車、2サイクル車とも排気量が360ccとなった。

  - ベルで通知する信号機が現れる。
    - 東京都杉並区で目の不自由な人のために設置された。→ 音響装置付信号機
- 1956年（昭和31年）
  - ワトキンス報告書
    - 日本の道路事情の遅れを指摘。道路整備のきっかけとなった。

  - 1952年に成立した旧法を廃止し、現行の道路整備特別措置法が制定される。
  - 日本道路公団が発足。
  - 1月27日 :日本初の海上橋として 衣浦大橋が開通。
  - 2月2日 : 自賠責保険の強制加入が法律により施行される。
- 1958年（昭和33年）
  - スバル・360が販売開始。
  - 3月9日 : 国道2号の関門トンネルが開通。（本州と九州が道路で結ばれる。）

### 1960年代
1964年東京オリンピックが1つの契機となり、この頃までに日本初の高速道路や都市高速道が現れる。鉄道では新幹線が開通した。
自動車の台数はまだ少ないが、この時期には急増する傾向。交通事故による死亡者も急増、高度経済成長期になると交通戦争と呼ばれるようになった。
- 1960年（昭和35年）6月 : 道路交通法が制定される。
- 1961年（昭和36年）8月15日 : 国道14号京葉道路が自動車専用道路に指定される（日本初の自動車専用道路）。
- 1962年（昭和37年）
  - 12月20日 : 首都高速道路1号線の浜崎橋JCT - 芝浦出入口間が開通。
    - 日本初の都市高速道路。

  - 三八豪雪
- 1963年（昭和38年）
  - 3月 : 金華山ドライブウェイが開通。
  - 7月16日 : 名神高速道路が一部開通。尼崎IC - 栗東IC 71.1 km。日本初の高速自動車国道。
- 1964年（昭和39年）
  - 6月28日 : 阪神高速道路1号線の土佐堀 - 湊町間が開通。大阪初の都市高速道路。
  - 10月10日 : 東京オリンピック（1964年）が開催（～10月24日まで）。
    - 東海道新幹線も10月1日に開業。
- 1965年（昭和39年）
  - 7月1日 : 名神高速道路が全線開通。全線立体の自動車専用道路。
- 1968年（昭和43年）
  - 4月25日 : 東名高速道路が一部開通。
    - 東京IC - 厚木IC、富士IC - 静岡IC、岡崎IC - 小牧IC
- 1969年（昭和44年）
  - 5月26日 : 東名高速道路が全区間開通。名神高速道路と合わせて東京から大阪まで高速道路で結ばれる。

### 1970年代
交通戦争と呼ばれた時期。また、すでに公害問題も深刻化していた時期でもあり、自動車や道路でも対策が本格的にはじまった。過疎化が深刻になり、地域格差是正のために道路整備が叫ばれた。
- 1970年（昭和45年）
  - 交通事故による年間死亡者数がピークに。16,765人。
    - 参考値として1990年の年間死亡者数は11,227人、2003年は7,700人。

  - 3月 : 都内で初のバス優先車線が現れる。
  - 8月2日 : 東京に歩行者天国が現れる。
- 1971年（昭和46年）
  - 7月1日 : 環境庁が発足する。
    - 現在の環境省。

  - 12月4日 : 道央自動車道の北広島IC - 千歳ICが開通。北海道初の高速道路。
    - 翌1972年に札幌オリンピックがあり、比較的早い時期に高速道路が造られた。

  - 12月21日 : 首都高速3号渋谷線が全線開通。東名高速道路に接続。
- 1972年（昭和47年）
  - 6月1日 : 田中角栄、日本列島改造論。
- 1973年（昭和48年）
  - 7月1日 : 乗鞍スカイラインが開通。日本一高い所を走る道路となった
  - 8月1日 : 衣浦トンネルが開通。
    - 日本初の沈埋式海底道路トンネル。

  - 10月6日 : 第四次中東戦争が始まる。
    - 日本では第1次オイルショックが起こった。高度経済成長の時代の終わり。

  - 11月14日 : 関門橋が開通。関門トンネルに続いて、本州と九州が高速道路でも結ばれる。
- 1974年（昭和49年） : 自動車排ガス規制
  - 4月 : 揮発油税が29.2円/リットルに「暫定的」に引き上げ。
- 1975年（昭和50年）11月28日 : 東北自動車道で埼玉県から仙台市までが結ばれた。
- 1976年（昭和51年）
  - 揮発油税が36.5円/リットルに引き上げ。
- 1978年（昭和53年）
  - 7月30日 : この日から沖縄県の道路システムが右側通行から左側通行になる。→730
- 1979年（昭和54年）
  - 5月15日 : 吹田ジャンクション開通により、名神高速道路と中国自動車道が直結。東京都から広島県三次市までが高速道路で結ばれる。
  - 6月 : 揮発油税が45.6円/リットルに引き上げ。
  - 7月25日 : 名古屋高速道路の高辻出入口 - 大高出入口が開通（名古屋初めての都市高速道路）。
  - 11月12日 : 南アルプススーパー林道が完成。
    - 開発と自然保護のどちらを優先するかが論争になった。

### 1980年代
モータリゼーションの進展で鉄道が曲がり角となった。国鉄は経営再建を行ったが、1987年には民営化されJRとなった。
1980年代後半はバブル景気の時代で、大型プロジェクトが続々と推進された。日本の津々浦々に高規格の道路ができる一方で、1970年代来の財政の悪化が進んだ。
- 1982年（昭和57年）
  - 11月10日 : 中央自動車道が全線開通。
- 1983年（昭和58年）3月24日 : 中国自動車道が全線開通。東京から九州までが高速道路で結ばれる。
- 1984年（昭和59年）
  - 運転免許保有者が5千万人を突破。
- 1985年（昭和60年）
  - 10月2日 : 関越自動車道が全線開通。
  - 宮城県でスパイクタイヤ条例が成立。
    - 従来、冬用のタイヤでスパイクタイヤが使用されていた。粉塵公害を起こすなど問題化していた。→ 脱スパイクタイヤ推進月間
- 1986年（昭和61年）
  - 道路交通法でシートベルト着用と原付自転車のヘルメット着用及び二段階右折が義務付けられる。
- 1987年（昭和62年）
  - 9月9日 : 東北自動車道が全線開通。
  - 10月8日 : 沖縄自動車道が全線開通。
- 1988年（昭和63年）
  - 3月17日 : 近畿自動車道が全線開通。
  - 4月10日 : 瀬戸中央自動車道が全線開通。瀬戸大橋を介して本州（岡山県）と四国（香川県）が結ばれる。
  - 7月20日 : 北陸自動車道の朝日IC - 名立谷浜ICが開通し、日本海側経由で関西圏と新潟市とが結ばれる。

### 1990年代
バブル経済崩壊による景気と財政の悪化で、道路事業も曲がり角に。道路整備の進展で地方では郊外化が進み、道路建設の負債や維持費の負担が地方財政に重くのしかかった。
- 1990年（平成2年）
  - 軽自動車の規格改定。
  - 排気量が550ccから660ccになった。
- 1992年（平成4年）
  - 6月3日 : 自動車NOx・PM法
    - 自動車から排出される窒素酸化物及び粒子状物質の特定地域における総量の削減等に関する特別措置法

  - 11月27日 : 東京外環自動車道の和光IC - 三郷JCT間開通。
- 1993年（平成5年）
  - 4月 : 道の駅制度が発足する。
  - 12月 : 揮発油税が48.6円/リットルに引き上げ。
- 1994年（平成6年）
  - 3月17日 : 徳島自動車道が開通し、全都道府県に高速自動車国道ができる。
  - 3月30日 : 東京外環自動車道の大泉IC - 和光IC間開通。
  - 4月2日 : 阪神高速4号湾岸線と関西空港自動車道が開通。
  - 12月21日 : 首都高速湾岸線が開通。
    - 初期の都市高速道路に比べて、設計思想が大幅に変化。
- 1995年（平成7年）
  - 新東名高速道路・新名神高速道路が起工。
  - 1月17日 : 阪神・淡路大震災。
    - 阪神高速道路も橋脚が倒壊するなど大きな被害を受けた。

  - 7月27日 : 九州自動車道が全線開通。青森県から鹿児島県まで高速道路で結ばれる。
- 1997年（平成9年）
  - 10月1日 : 磐越自動車道が全線開通。
  - 12月10日 : 山陽自動車道が全線開通。
  - 12月18日 : 東京湾アクアラインが開通。
    - 景気・財政の悪化と公共事業見直しが叫ばれる中、開通。
- 1998年（平成10年）
  - 4月5日 : 神戸淡路鳴門自動車道の明石海峡大橋が開通。兵庫県と徳島県が結ばれる。

### 2000年代
財政悪化により、道路特定財源制度の見直しが議論されるようになるが、高速道路の建設は引き続き進められている。
- 2000年（平成12年）
  - 道路交通法でチャイルドシートが義務付けられる。
- 2001年（平成13年）
  - 3月30日 : ETC(自動料金収受システム)サービスを開始。
- 2003年（平成15年）
  - 10月 : 東京都でディーゼル車の排ガス規制。
- 2004年（平成16年）
  - 11月 : 道路交通法で携帯電話等の使用の罰則強化。
  - 12月12日 : 伊勢湾岸自動車道が豊田JCT - 四日市JCTまで接続。（名神高速道路と並び、東海・近畿連絡の新たな交通ルートとなる。）
- 2005年（平成17年）
  - 3月25日 : 愛知万博が開催（～9月25日まで）。
  - 10月 : 日本道路公団、本州四国連絡橋公団、首都高速道路公団、阪神高速道路公団民営化。
    - 日本道路公団 → 東日本高速道路株式会社、中日本高速道路株式会社、西日本高速道路株式会社
    - 本州四国連絡橋公団 → 本州四国連絡高速道路株式会社
    - 首都高速道路公団 → 首都高速道路株式会社
    - 阪神高速道路公団 → 阪神高速道路株式会社
- 2006年（平成18年）
  - 4月29日 : 西瀬戸自動車道（瀬戸内しまなみ海道）が全線開通。
  - 6月23日 : 首都圏中央連絡自動車道（圏央道）の八王子JCT - あきる野IC間開通。
- 2008年（平成20年）
  - 2月23日 : 新名神高速道路の亀山JCT - 草津JCT間開通。

### 2010年代
少子高齢化社会を迎え、新規プロジェクトよりは建設中の路線の全線開通が目指される。
- 2012年（平成24年）
  - 4月14日 : 新東名高速道路の御殿場JCT - 三ヶ日JCT間開通。
- 2015年（平成27年）
  - 3月1日 : 常磐自動車道が全線開通。
  - 3月7日 : 首都高速中央環状線が全線開通。（3環状9放射の3環状道路で初の全線開通）

### 2020年代
特別警報級の自然災害が頻発しているため、未整備区間の整備を行いながら防災・減災、国土強靭化を目的とした暫定2車線区間を4車線化する工事が多く実施される。
- 2021年（令和3年）
  - 7月23日 - 8月8日 : 2020年東京オリンピック開催。
  - 8月24日 - 9月5日 : 2020年東京パラリンピック開催。
    - 両大会の開催期間中は首都高速道路での昼間の混雑を緩和するため、日中の通行料金が1000円上乗せされる措置がとられた。

  - 12月18日 : 三陸北縦貫道路の全線開通により、三陸沿岸道路が全線開通。

## 脚註
1. ↑  宿駅伝馬制度って、なんのこと？ - 関東地方整備局
2. ↑  中央区ヒストリー - 中央区 (PDF)
3. ↑  道路：道の歴史：近世の道 - 国土交通省
4. ↑  増田廣實「明治維新期における宿駅制度の諸問題(一) : 甲州道中甲府柳町駅大助郷一件を中心に」『研究紀要』第24巻、文教大学女子短期大学部、1980年12月、18頁、CRID 1050001338027104768。